# Melchor Rodríguez García

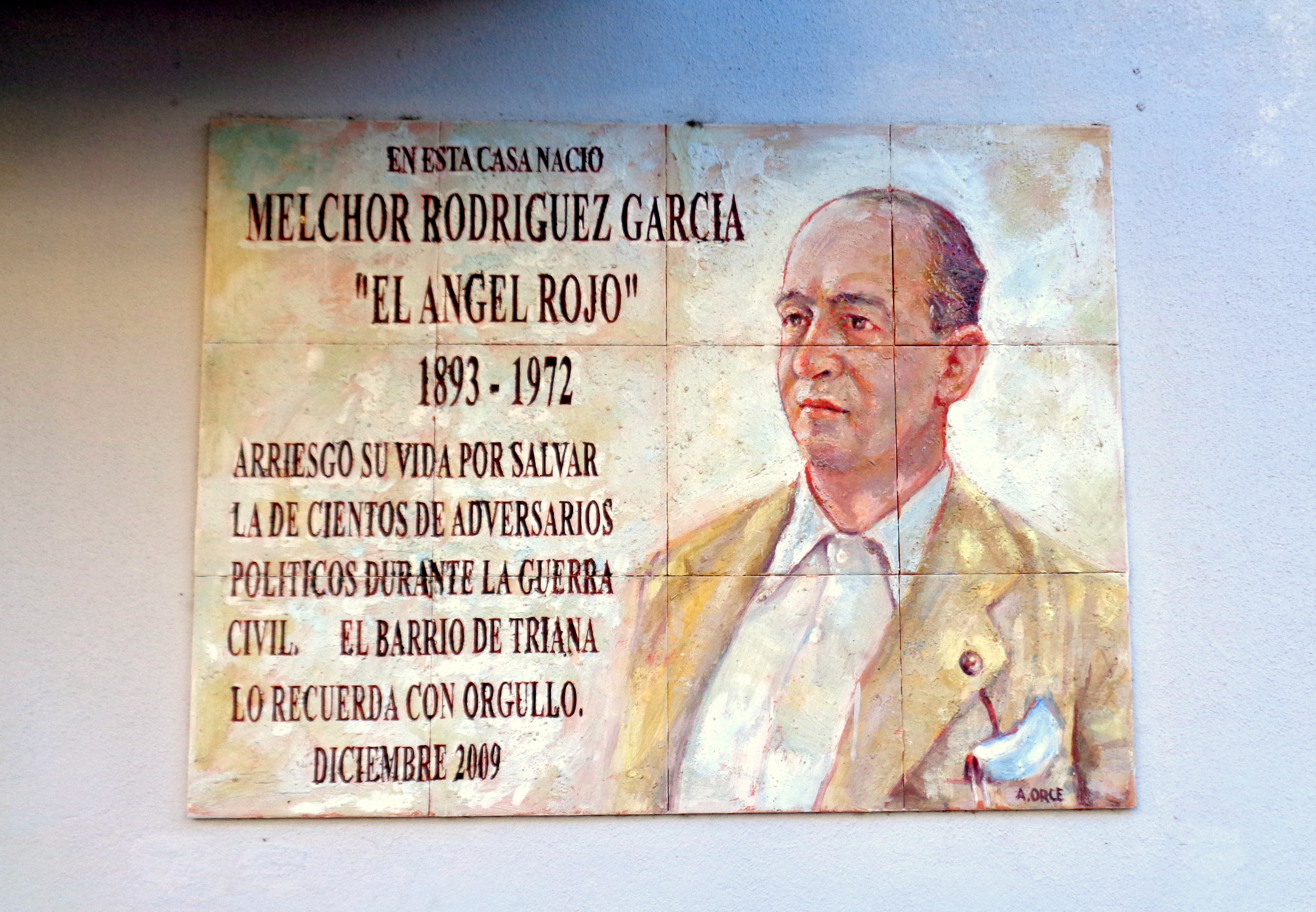
Azulejo a Melchor Rodríguez García en la casa de Triana donde nació

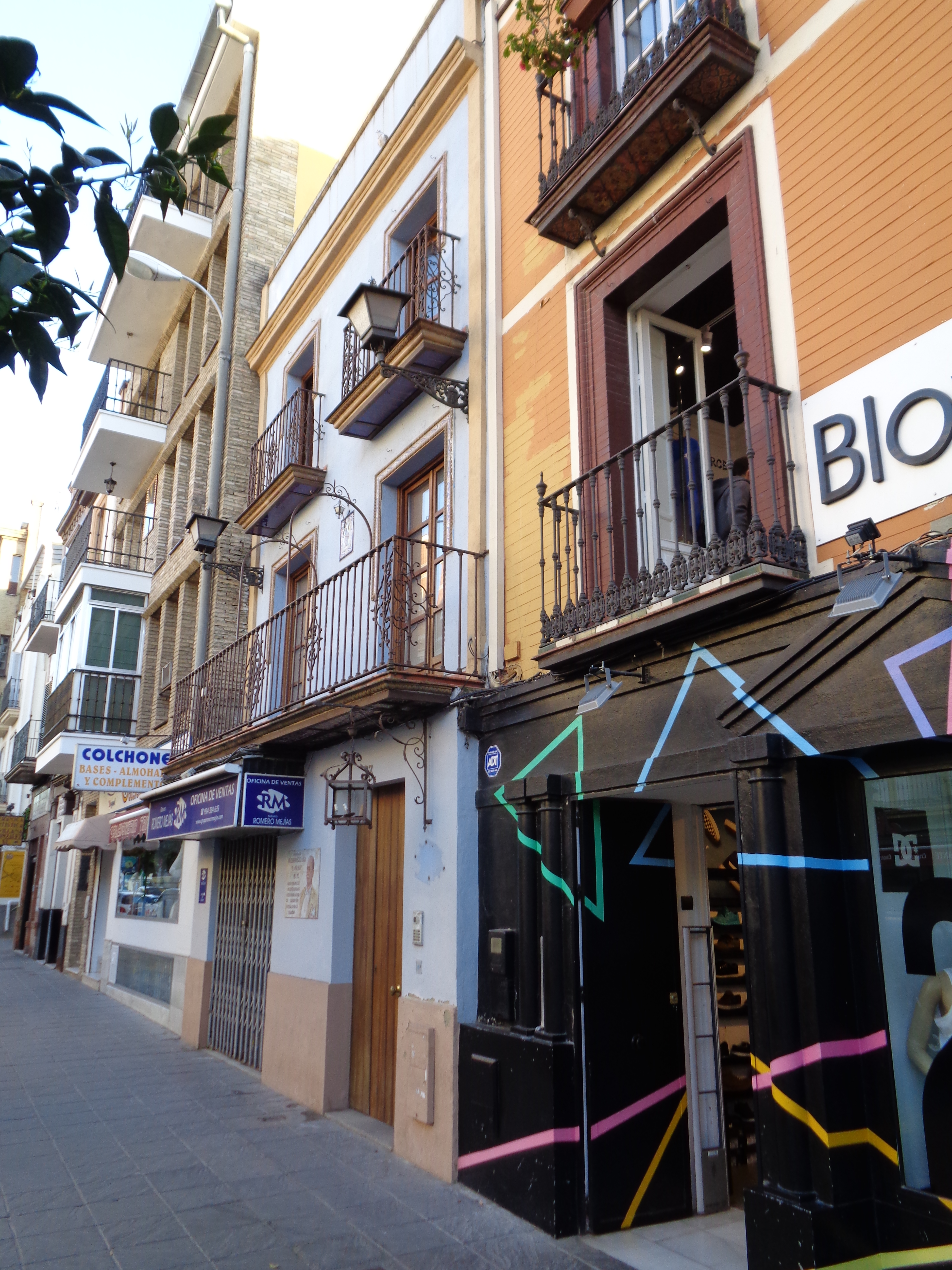
Casa natal de Melchor Rodríguez García, blanca y con balcones, en el barrio de Triana de Sevilla

Melchor Rodríguez García (Sevilla, 30 de mayo de 1893-Madrid, 14 de febrero de 1972) fue un sindicalista y anarquista español, concejal, delegado de prisiones y brevemente alcalde de Madrid durante la guerra civil española. Fue conocido como El ángel rojo por su labor humanitaria para evitar asesinatos de presos por parte del bando republicano desde su puesto como delegado de prisiones, destacando su labor en la matanza de Paracuellos de Jarama.

## Biografía

### Juventud
Hijo de Isidoro Rodríguez y María García, nacido en la calle San Jorge, actual número 23, en el barrio de Triana en Sevilla. Melchor quedó huérfano de padre siendo un niño, al morir aquél en un accidente en los muelles del Guadalquivir. Su madre, costurera y cigarrera, tuvo que ocuparse por sí sola de sacar adelante a Melchor y a sus dos hermanos.
Melchor Rodríguez estudió en la escuela del asilo hasta los trece años. A partir de entonces, acuciada su familia por una pobreza extrema, comenzó a trabajar como calderero en un taller de Sevilla. Ya en su adolescencia intentó labrarse camino como torero y abandonó su casa para recorrer diversas ferias y capeas con mejor o peor suerte. El Cossío (la enciclopedia taurina) contiene una referencia a Melchor Rodríguez, citado como único diestro que combinó el toreo con la política. Melchor debutó como novillero en Sanlúcar de Barrameda en 1913 y posteriormente en plazas cada vez más importantes hasta llegar el 4 de agosto de 1918 a presentarse en la plaza de toros de la Puerta de Alcalá de Madrid, donde sufrió una grave cogida. Se retiró de los ruedos en 1920 tras algunas corridas en El Viso del Alcor, Salamanca y Sevilla.
Finalizada su trayectoria taurina Melchor se trasladó a Madrid, donde comenzó a trabajar como chapista hacia 1921, año en que se afilió a la Unión General de Trabajadores (U.G.T.). Pronto se sintió atraído por el Movimiento Obrero de la capital, y se afilió a la Agrupación Anarquista de la Región Centro inmediatamente después de su fundación (carné n.º 3). Poco después fue nombrado presidente del Sindicato de Carroceros, de corte anarquista, y pasó a militar en las filas de la CNT, donde comenzó la lucha en favor de los derechos de los reclusos, incluso de aquellos de ideología contraria a la suya, lo que le costó la prisión en innumerables ocasiones durante la monarquía y la Segunda República.

### Guerra civil
Al estallar la guerra civil española en 1936, las organizaciones anarquistas cooperaron con el gobierno. El 10 de noviembre Melchor Rodríguez fue nombrado delegado especial de prisiones de Madrid. Desde este puesto intentó detener las sacas de presos de las cárceles de Madrid (traslados de grupos de reclusos que eran posteriormente fusilados en Paracuellos de Jarama y otros lugares cercanos a la capital), como Aravaca, aunque ante distintas presiones e interferencias para que estas prosiguiesen dimitió el día 14. Retomó su puesto el día 4 de diciembre tras las protestas del cuerpo diplomático y del presidente del Tribunal Supremo, Mariano Gómez González. Sin embargo esta vez lo hizo con plenos poderes como Delegado General de Prisiones, otorgados por el entonces Ministro de Justicia del Gobierno republicano, el anarquista Juan García Oliver. Mediante la prohibición de los traslados entre las 7 de la tarde y las 7 de la mañana, Melchor Rodríguez consiguió detener las matanzas de Paracuellos y la situación de terror de las cárceles, al precio de enfrentarse con algunos dirigentes comunistas que pretendían seguir con ello, como la Junta de Defensa de Madrid, controlada por los comunistas José Cazorla y Santiago Carrillo, y con gran riesgo de su vida en varias ocasiones según testimonios de numerosos testigos presenciales.[cita requerida]
Tuvo pues la responsabilidad no solo de vigilar los regímenes y prevenir las fugas, sino también de evitar las agresiones y linchamientos de presos perpetrados hasta su llegada por diferentes milicias políticas, así como terminar con las sacas que se venían produciendo hasta entonces. Las sacas documentadas más numerosas tuvieron lugar en la Cárcel Modelo de Madrid a principios de noviembre de 1936, cuando el frente de guerra estaba ya muy cerca de los barrios del oeste de la capital, circunstancia que indujo el traslado masivo de reclusos hacia otras prisiones tales como la de Alicante o la cárcel de Alcalá de Henares, al este de la provincia de Madrid. Muchos de los prisioneros nunca llegaron a su destino, siendo fusilados en localidades como Paracuellos de Jarama o Torrejón de Ardoz, a medio camino entre Madrid y Alcalá. Melchor Rodríguez consiguió detener estas atrocidades, lo que le llevó a enfrentarse con algunos cabecillas de las milicias antes mencionadas, con evidente riesgo para su propia vida. A partir de su nombramiento, y receloso de que sus órdenes pudiesen ser incumplidas, Rodríguez se ocupó de organizar y escoltar personalmente los convoyes de traslado, garantizando de ese modo que los prisioneros llegaban a salvo a su destino.
Una de las primeras medidas tomadas por Melchor Rodríguez como delegado de prisiones fue la implantación de una norma según la cual quedaba prohibida sin su autorización personal la salida de presos de las cárceles entre las siete de la tarde y las siete de la mañana. Esta orden supuso en buena medida el fin de los paseos nocturnos de prisioneros. La expresión era un eufemismo de la época para denominar a los numerosos asesinatos de reclusos que habían sido puestos en libertad poco tiempo antes, lo que solía suceder durante las horas de la noche.
A finales de julio de 1936 Melchor se incautó, junto con tres colaboradores de su confianza, del Palacio de Viana, sito en el número 1 de la calle del Duque de Rivas de Madrid. El palacio sirvió durante casi toda la guerra de refugio para muchas personas perseguidas como sospechosas de desafección al Gobierno, algunas de las cuales fueron rescatadas in extremis de la cárcel por el propio Melchor, cuando ya habían sido condenadas a muerte por un Tribunal Popular. Para ello Rodríguez García se valía de su prestigio revolucionario y su cargo público, dando entender a los captores que él y sus colaboradores (constituidos en una célula anarquista de la FAI a la que denominaron Los Libertos) se encargarían de aplicar la sentencia. El Palacio de Viana sufrió el impacto de una bomba de aviación, resultando heridas la mujer e hija de Melchor Rodríguez. La familia se trasladó entonces a un piso en el Paseo de Recoletos 23 de Madrid, en el que Melchor prosiguió sus actividades humanitarias. En numerosas ocasiones proporcionó documentos (tales como carnets de la C.N.T. o avales personales) a personas perseguidas, y gestionó el traslado de algunas de ellas a embajadas tales como la de Finlandia o Rumanía para garantizar su seguridad. En varias ocasiones llegó al extremo de proporcionar pasaportes y transporte a Francia a familias en peligro de muerte, y al menos en una ocasión acompañó personalmente a los evadidos hasta Perpiñán (Francia). Muchas de las personas huidas de España con salvoconductos de Los Libertos eran sospechosas de haber apoyado la rebelión de los militares golpistas; testigos afirman que, al cruzar la frontera, se contemplaba la escena de alguno de estos protegidos levantando el brazo al modo fascista y exclamando: «¡Arriba España, viva Franco!». Dado el poder de la FAI en los primeros meses del conflicto, el certificado expedido por este grupo anarquista era casi siempre el único medio para poder salir del país, por encima de los documentos oficiales del Gobierno republicano o de la Generalidad de Cataluña.
Una de las actuaciones más destacadas de Melchor Rodríguez tuvo lugar durante unos disturbios, después de que la aviación del bando nacional bombardease Alcalá de Henares (8 de diciembre de 1936). Una concentración de protesta en la que participaban milicianos armados llegó a la prisión de Alcalá, entrando los cabecillas hasta el primer rastrillo donde exigieron la apertura de celdas para linchar a varios presos. Rodríguez acudió a la prisión y arriesgó su vida enfrentándose a la turba durante varias horas. Dio orden de entregar armas a los reclusos en caso de que los asaltantes persistiesen en su empeño.
En esta y otras intervenciones similares (p.e. en la Cárcel Modelo de Madrid) consiguió personalmente impedir vejaciones o ejecuciones arbitrarias de reclusos, prácticas frecuentes hasta su llegada al cargo. Así salvó in extremis la vida de muchas personas, algunas de las cuales dieron después testimonio del humanitarismo de Melchor Rodríguez García (p.e. los militares Agustín Muñoz Grandes y Valentín Galarza, Ramón Serrano Súñer –que luego formaría parte de los gobiernos de Franco–, el Dr. Mariano Gómez Ulla, los hermanos Rafael, Cayetano, Ramón y Daniel Luca de Tena, el locutor Bobby Deglané, el futbolista Ricardo Zamora y los falangistas Rafael Sánchez Mazas y Raimundo Fernández-Cuesta, entre otros).
En otra ocasión, Melchor Rodríguez denunció que José Cazorla, Consejero de Orden Público de la Junta de Defensa de Madrid mantenía cárceles privadas ilegales, al parecer controladas por miembros del Partido Comunista.
Todas estas acciones le valieron ser conocido por las gentes de la derecha como El ángel rojo. A él se atribuye la famosa máxima: 

Se puede morir por las ideas, pero nunca matar por ellas

El 1 de marzo de 1937 fue destituido de su cargo tras una larga serie de desavenencias con los comunistas, particularmente con José Cazorla quien había sucedido a Carrillo al frente de la consejería de Orden Público el 24 de diciembre de 1936. Melchor Rodríguez pasó a ocuparse de la oficina responsable de los cementerios de Madrid. A partir de entonces volvieron en buena medida los antiguos excesos contra los reclusos, aunque las sacas masivas de presos de noviembre y diciembre de 1936 ya no volvieron a repetirse. A pesar de la brevedad de su paso por la Delegación de Prisiones, apenas tres meses, todos los autores que se han ocupado de la figura de Rodríguez coinciden en que el número de personas que salvaron la vida gracias a su intervención puede cifrarse en varios miles. Melchor Rodríguez continuó en cualquier caso denunciando la situación desde su nuevo empleo, en el que volvió a significarse en varias ocasiones asumiendo riesgos considerables. Un ejemplo de ello fue el entierro de su amigo Serafín Álvarez Quintero el 13 de abril de 1938, en el que Rodríguez consiguió que se exhibiera un crucifijo cumpliendo así la última voluntad de su amigo.
Rodríguez fue también nombrado concejal de Madrid, representando a la Federación Anarquista Ibérica. Segismundo Casado lo nombró alcalde de Madrid en los últimos días de la guerra, siendo él el encargado de traspasar los poderes a los franquistas cuando se rindió Madrid, el 28 de marzo de 1939.

### Informe Stepánov
Stoyán Minéyevich Ivanov, alias Stepánov, fue un agente de Stalin en la España republicana. En 1939 redactó un prolijo informe sobre las que, en su opinión, fueron las causas de la derrota de la República. En el informe, Stepánov se refiere también a Melchor Rodríguez en los siguientes términos.
.

«...Melchor Rodríguez, anarquista. Antiguo director de las prisiones republicanas. De este sujeto que se pasea libremente por las calles de Madrid con los fascistas, el diario fascista Ya de 21 de abril de 1939, a la vez que insertaba una foto suya, afirmaba: "Melchor Rodríguez que, desde su puesto de director de Prisiones de la región del Centro, defendió valientemente a miles de nacionales encerrados en las cárceles rojas". Y después se incluye la siguiente entrevista:
-¿Por qué Vd., siendo anarquista, salvó la vida a tantos nacionales en el periodo rojo?
-Simplemente era mi deber. Siempre me vi reflejado en cada preso. Cuando me encontraba en la cárcel, pedí protección a los monárquicos, a los derechistas, a los republicanos... a aquellos que se encontraban en el poder; entonces me consideré obligado a hacer lo mismo que había defendido cuando yo mismo estuve recluido en las cárceles, es decir, salvar la vida de estas personas.
-¿Le resultó fácil?
-Ahora puedo decir con satisfacción que a menudo me arriesgué a perder la vida propia por salvar las de otros. Muchas veces en mi propio despacho me apuntaron al pecho con el cañón de un revólver. Salía del problema echándole valor. Cuando regresé a Madrid después de haber salvado de la muerte a 1.532 presos en Alcalá, tuve que escuchar unos tremendos insultos y amenazas de jefes de relevancia que hasta llegaron a acusarme de ser un fascista.
 Tuve a menudo la posibilidad de huir de la zona republicana, pero no la aproveché, porque ¿quién se hubiese preocupado de los 12.000 presos que había en las cinco cárceles de Madrid, y de los 1.500 en la de Alcalá, de las 28 personas escondidas en mi casa y de muchas, muchas más? Solamente yo podía hacer esto. Ahora debo decir que estaba solo en este asunto. Ninguno de ellos, de los rojos, me prestó ayuda...»

### Testimonio a su favor del general Muñoz Grandes durante el consejo de guerra tras la guerra civil
Finalizada la guerra, la labor de Melchor no solo no fue reconocida, sino que se le sometió a la misma represión que cayó sobre los derrotados. Al poco tiempo fue detenido y juzgado en dos ocasiones en consejo de guerra. Absuelto en el primero de ellos y recurrido este por el fiscal, fue condenado a veinte años y un día, de los que cumplió cuatro. Cabe destacar en la celebración de este segundo consejo de guerra la actitud del general Agustín Muñoz Grandes, al que Melchor, como a otros militares presos, había salvado en la guerra. Al término del Consejo de Guerra en el que se pedía para Melchor la pena de muerte y preguntando el fiscal si alguno de los presentes en la sala tenía algo que alegar, Muñoz Grandes se levantó, se presentó como Teniente General del Ejército y junto a su testimonio presentó miles de firmas de personas que Rodríguez había salvado, en algunos casos con riesgo personal, como aval para salvar su vida. Estuvo en la cárcel de Porlier y en el penal de El Puerto de Santa María, donde obtuvo la libertad provisional en 1944.

### Vida en Madrid durante la dictadura y anarcosindicalismo clandestino
A partir de ese momento, Melchor Rodríguez tuvo la posibilidad de adherirse a la dictadura instaurada por los vencedores y ocupar un puesto que le ofrecieron en la organización sindical vertical o bien vivir en un trabajo cómodo ofrecido por alguna de los miles de personas a las que salvó, opciones que siempre rechazó. Antes al contrario, fue una persona polifacética que fijó su residencia en Madrid y siguió siendo libertario y militando en CNT, actividad que le costó entrar en la cárcel en varias ocasiones más. En lo material vivía muy austeramente de varias carteras de seguros. Escribió letras de pasodobles y cuplés con el maestro José Padilla Sánchez y otros autores. Además, en ocasiones publicó artículos y poemas en el diario Ya de su amigo Alberto Martín-Artajo, exministro de Asuntos Exteriores.
Al comienzo del franquismo fue un activo miembro del anarcosindicalismo clandestino, siendo un firme apoyo del comité nacional de Marco Nadal. Junto con él mantuvo contactos con la embajada inglesa para el reconocimiento de la Alianza de las Fuerzas Democráticas Españolas. En 1947 fue detenido y procesado al año siguiente, acusado de introducir propaganda en la prisión de Alcalá, por lo que fue condenado un año y medio de prisión, que cumplió en la cárcel de Carabanchel.

### Entierro
A su funeral de 1972, acudieron personas de ideologías enfrentadas como anarquistas y falangistas, entre otros. Se cantó el himno anarquista A las barricadas y se rezó el Padrenuestro, el féretro fue cubierto con la bandera del Movimiento libertario. Fue enterrado en el cementerio de San Justo.

## Honores y distinciones

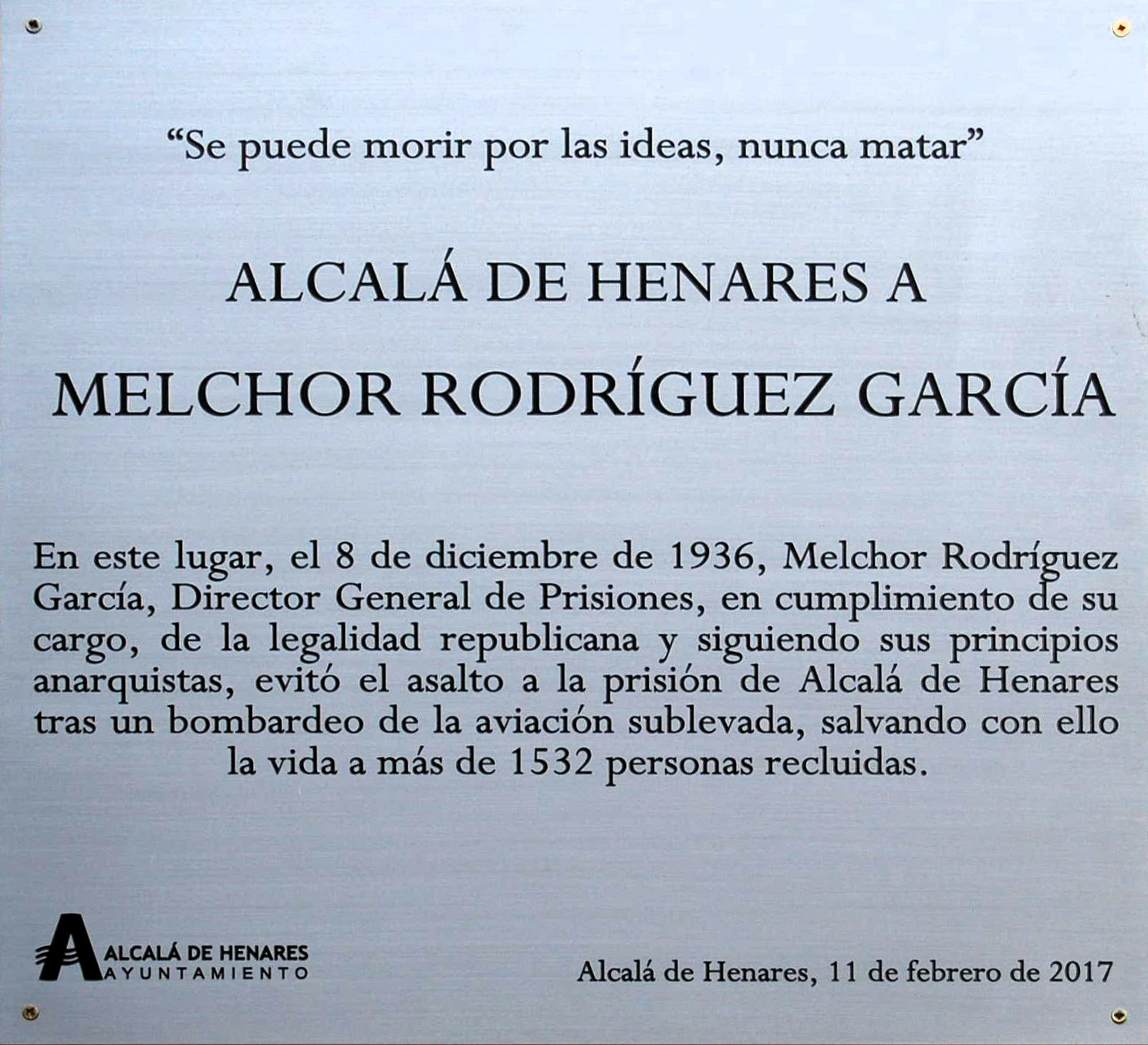
Placa conmemorativa dedicada a Melchor Rodríguez por salvar a 1.532 presos.

En la localidad de Alcalá de Henares, la Secretaría General de Instituciones Penitenciarias (Ministerio del Interior) inauguró el 7 de julio de 2009 un Centro de Inserción Social con el nombre de Melchor Rodríguez en su honor como reconocimiento a la labor que realizó en favor de la inserción y resocialización de los presos.
El 26 de enero de 2016, el Ayuntamiento de Madrid aprobó por unanimidad una propuesta del grupo municipal de Ciudadanos para que una calle de la capital lleve el nombre de Melchor Rodríguez en su honor, como reconocimiento de la ciudad a su último alcalde republicano por el gran consenso social y político y por su gran relevancia que este tuvo para la reconciliación y la concordia tras la Guerra Civil.
En diciembre de 2016 el Ayuntamiento de Alcalá de Henares aprobó la colocación de una placa en su honor en la calle de Santo Tomás de Aquino. Inaugurada el 11 de febrero de 2017, recordando que salvó a 1.532 presos.
En 2023 recibe a título póstumo, la Medalla de Madrid.

## Melchor Rodríguez en la cultura
Tras varias décadas en el olvido, la figura de Melchor Rodríguez ha suscitado mayor interés en 2017 a raíz de la realización de varios homenajes y de estudios sobre su trayectoria. En ese sentido se han publicado diversas obras literarias y documentales cinematográficos sobre Rodríguez García, tales como las novelas Os Salvaré La Vida (ganadora de la edición de 2017 del premio Alfonso X de novela Histórica), El Anarquista Indómito (2017) de José Luis Olaizola y el documental de Alfonso Domingo Melchor Rodríguez, el Ángel Rojo (2017) fue candidata a la mejor dirección y al mejor guion en la edición de los Premios Goya de 2017, de los que no obtuvo premio.
En 2023 se publicó la novela gráfica El ángel rojo, con guion de Rafael Jiménez Sánchez y dibujo de Marina Cochet.